# Pomeni imen asteroidov: 58001–59000
Pregled pomenov imen asteroidov (malih planetov) od številke 58001 do 59000, ki jim je Središče za male planete dodelilo številko in so pozneje dobili tudi uradno ime  v skladu z dogovorjenim načinom imenovanja. Pregled je preverjen z Schmadelovim “Slovarjem imen malih planetov” (“Dictionary of Minor Planet Names”). 
Pregled pojasnjuje izvor oziroma pomen imen asteroidov, ki ga je priznala Mednarodna astronomska zveza (IAU). Nekateri asteroidi imajo imajo dodatno pojasnilo o izvoru imena, ki pa vedno ni popolnoma zanesljivo (oznaka “†” ali “‡“). 
| Ime                 | Začasna oznaka | Izvor imena |
| 58001–58100         | 58001–58100    | 58001–58100 |
| ------------------- | -------------- | --- |
| 58084 Hiketaon      | 1197 T-3       | Hiketaon, eden izmed starešin v Troji, svetovalec Priama; sin Laomedona, svetoval je Heleni, da bi se vrnila Menelaju in s tem preprečila trojansko vojno †                                                                                   |
| 58095 Oranienstein  | 1973 SN        | Oranienstein, baročni grad na reki Lahn blizu Dieza, Nemčija † |
| 58096 Oineus        | 1973 SC2       | Oeneus, kralj Kalidonije, sin Portaona, † |
| 58097 Alimov        | 1976 UQ1       | Aleksandr Fjodorovič Alimov, ruski ustanovitelj šole za uporabno ekologijo in predstojnik Hidrobiološke družbe † |
| 58098 Quirrenbach   | 1977 TC        | Andreas Quirrenbach, nemški astronom, predstojnik Deželnega observatorija Heidelberg-Königstuhl (Landessternwarte Heidelberg-Königstuhl) od leta 2006 †                                                                                       |
| 58101–58200         |                | |
| 58152 Natsöderblom  | 1988 PF2       | Nathan Söderblom (Lars Olof Jonathan Söderblom) (1866 – 1931), švedski nadškof, teolog in dobitnik Nobelove nagrade za mir † |
| 58163 Minnesang     | 1989 UJ7       | Minnesang, nemška vrsta poezije v 12. in 13. stoletju † |
| 58191 Dolomiten     | 1991 YN1       | gorovje Dolomiti (Dolomiten je švicarsko-nemško ime) † |
| 58196 Ashleyess     | 1992 EC1       | Ashley Caroline Steel, odkriteljeva mlajša sestra † |
| 58201–58300         |                | |
| 58215 von Klitzing  | 1992 SY1       | Klaus von Klitzing (rojen 1943), nemški fizik in dobitnik Nobelove nagrade † |
| 58279 Kamerlingh    | 1993 TE40      | Heike Kamerlingh Onnes (1853 – 1926), nizozemski fizik, ki je prvi utekočinil helij † |
| 58301–58400         |                | |
| 58364 Feierberg     | 1995 MF7       | Michael Feierberg, ameriški astronom, ki je iskal povezavo med asteroid tipa C in ogljikovimi hondriti † |
| 58365 Robmedrano    | 1995 OQ        | tehnični predstojnik Rob Medrano na Optičnem in superračunalniškem observatoriju zračnih sil Mau (Air Force Maui Optical and Supercomputing ali AMOS) †                                                                                       |
| 58401–58500         |                | |
| 58424 Jamesdunlop   | 1996 DL1       | James Dunlop (1793 – 1848), škotsko-avstralski astronom † |
| 58466 Santoka       | 1996 OB1       | Santoka Taneda, japonski "Potujoči Haiku pesnik" † |
| 58499 Stüber        | 1996 VY        | Eberhard Stüber, avstrijski predstojnik Naravoslovno-znastvenega muzeja"Hiša narave" (Haus der Natur) v Salzburgu † |
| 58501–58600         |                | |
| 58534 Logos         | 1997 CQ29      | Logos in Zoe ((58534) Logos I Zoe je telo v Kuiperjevem pasu) sta dvojno božanstvo v tradicionalnem gnosticizmu in del mita o stvarjenju † |
| 58535 Pattillo      | 1997 DP        | Leonard Pattillo, ameriški ustaniviteljski član in uslužbenec Astronomskega kluba Ford Bend (Fort Bend Astronomy Club) † |
| 58573 Serpieri      | 1997 RD7       | Arrigo Serpieri, italijanski poljedelski ekonomist † |
| 58578 Žídek         | 1997 SP2       | Ivo Žídek (1926 – 2003), češki operni pevec † Arhivirano 2007-08-14 at Archive.is |
| 58579 Ehrenberg     | 1997 SQ2       | Eleonora Gayerová iz Ehrenberka (Eleonora Gayerová of Ehrenberg), češki operna pevka (sopran), ki je živela v Vili Leonora v Ondřejovu in je skrbela za naprave ob ustanovitvi Observatorija Ondřejov † ‡ Arhivirano 2007-08-14 at Archive.is |
| 58601–58700         |                | |
| 58605 Liutungsheng  | 1997 TA27      | Liu Tungsheng, kitajski strokovnjak za Zemljo in član Kitajske akademije znanosti † |
| 58607 Wenzel        | 1997 UL        | Wolfgang Wenzel, nemški astronom † |
| 58608 Geroldrichter | 1997 UY        | Gerold A. Richter, nemški astronom † |
| 58672 Remigio       | 1997 YT8       | Scarfi Remigio, italijanski geolog, učitelj matematike in ljubiteljski astronom † |
| 58682 Alenašolcová  | 1998 AA11      | Alena Šolcová, češki matematik in zgodovinar matematike in astronomije † |
| 58701–58800         |                | |
| 58707 Kyoshi        | 1998 CS        | Kyoshi Takahama, japonski Haiku pesnik in romanopisec † |
| 58709 Zenocolò      | 1998 CT2       | Zeno Colò, italijanski smučar in dobitnik zlate olimpijske medalje (zimske olimpijske igre v Oslu leta 1952) † |
| 58801–58900         |                | |
| 58901–59000         |                | |
| 59000 Beiguan       | 1998 SW26      | sestavljeno iz Beijing Tianwenguan (Plenetarij Peking), ob 50. obletnici (2007) † |

| Predhodnik: 57001–58000 | Pomeni imen asteroidov Seznam asteroidov (58001-58250) Seznam asteroidov (58251-58500) Seznam asteroidov (58501-58750) Seznam asteroidov (58751-59000) | Naslednik: 59001–60000 |